# Katsutoshi Domori
Katsutoshi Domori (堂森 勝利 Domori Katsutoshi?,  nacido el 29 de junio de 1976 en Osaka) es un exfutbolista japonés. Jugaba de centrocampista y su último club fue el Sagawa Express Osaka de Japón.

## Trayectoria

### Clubes
| Club                 | País  | Año         |
| -------------------- | ----- | ----------- |
| Cerezo Osaka         | Japón | 1995 - 1999 |
| Albirex Niigata      | Japón | 2000        |
| Jatco                | Japón | 2001 - 2003 |
| Sagawa Express Osaka | Japón | 2004 - 2005 |